# Samurai-dokoro
El Samurai-dokoro (侍所 - Consejo de Seguridad) era una oficina de los shogunatos Kamakura y Muromachi. Fue establecido en 1180 por el shogunato Kamakura , cuando Minamoto no Yoritomo nombró a Wada Tarō Yoshimori su líder el día 17 del undécimo mes en el cuarto año de Jishō (1180). El papel del Samurai-dokoro era proteger al shogunato y juzgar a los criminales en tiempos de paz, y tomar el liderazgo de los gokenin en tiempos de guerra.